# لس سرانوس، چین هیلز، کالیفرنیا
لس سرانوس (به انگلیسی: Los Serranos) یک منطقهٔ مسکونی در ایالات متحده آمریکا است که در چینو هیلز، کالیفرنیا قرار دارد.